# Stagmomantis astecus
Stagmomantis astecus är en bönsyrseart som beskrevs av Henri Saussure 1869. Stagmomantis astecus ingår i släktet Stagmomantis och familjen Mantidae. Inga underarter finns listade i Catalogue of Life.